# Kung-Fu Master
Kung Fu Master (conhecido no Japão como Spartan X, スパルタンX, Suparutan X) é um videogame para arcade, desenvolvido e lançado no Japão pela Irem, em 1984. A versão norte-americana foi lançada pela Data East. O jogo contém elementos dos filmes Wheels on Meals (estrelado por Jackie Chan) e Game of Death de Bruce Lee, e é considerado um dos primeiros jogos do gênero Beat'em up.

## Sinopse
A história fala sobre Thomas, o homem que usa keikogi e chinelos. Um dia, a namorada de Thomas, Sylvia, é raptada pelo Sr. X, e assim, Thomas precisa enfrentar muitos inimigos nos cinco andares do Templo do Diabo para salvar sua amada.

## Jogabilidade
No comando de Thomas, o jogador deve atravessar os cinco andares do templo, enfrentando os capangas de Mr. X, bem como armadilhas e criaturas sobrenaturais como dragões e mariposas gigantes. Para isso, Thomas conta apenas com seus punhos e pernas. Guardando a escada que dá acesso ao próximo andar, está um chefe de fase conhecido como "Filho do Diabo", e Thomas deve vencê-lo para poder prosseguir. No quinto andar, Thomas enfrenta Mr. X e, se ganhar, salva Sylvia e o jogo recomeça, mais difícil. Ao marcar 50.000 pontos, o jogador ganha uma vida extra.

## Versões
O jogo foi convertido para Atari 2600, Atari 7800, Amstrad CPC, Apple II, BeOS, Commodore 64, JavaOS, Linux, MS-DOS, MSX (lançado como Seiken Achō), Nintendo/Famicom, ZX Spectrum e Windows. A versão para Atari 7800 foi lançada pela empresa Absolute Entertainment. A versão norte-americana para NES foi renomeada para Kung Fu, e é idêntica à versão arcade, porém com gráficos mais simples. Já a versão para Gameboy também se chama Kung-Fu Master, e conta com o mesmo protagonista, porém apresenta fases e inimigos totalmente diferentes.

## Continuação
Uma continuação foi desenvolvida para arcades chamada Beyond Kung-Fu: Return of the Master, porém não foi lançada, uma vez que a Irem preferiu remodelar o jogo e lançá-lo como Vigilante. A rom da versão incompleta do jogo pode ser encontrada em sites de emulação. Já para NES, uma continuação oficial, porém pouco relacionada com o jogo original, foi lançada como Spartan X 2.[carece de fontes?]